# 大区中心医院-奥斯卡-朗布雷中心站
大区中心医院-奥斯卡-朗布雷中心站，是法国北部里尔欧洲都会区的一个地铁车站，位于里尔地铁1号线上，里尔市镇范围内，自1984年5月2日起开放。

## 位置
大区中心医院-奥斯卡-朗布雷中心站（50°36'47.09"N, 3°2'11.00"E）位于里尔境内，奥斯卡-朗布雷街北段，靠近里尔大区中心医院奥斯卡-朗布雷中心和里尔大区中心医院站。

## 设施
大区中心医院-奥斯卡-朗布雷中心站为一个高架车站，其站台层通过自动扶梯连接地面，地面层则设有自动售票机、电子显示器、屏蔽门等设施。

## 站台设置
| 西↑ |      |                                   |
|     | 侧式 |                                   |
|     |      | 大区中心医院-欧洲健康中心方向←    |
|     |      | 卡特尔康通-皮埃尔·莫鲁瓦球场方向→ |
|     | 侧式 |                                   |
| 东↓ |      |                                   |

## 配套交通

### 城市公共交通
| 大区中心医院-奥斯卡-朗布雷中心站附近的公共交通线路        |            |          |
| 车站名称                                                  | 位置       | 停靠线路 |
| CHU - Centre Oscar-Lambret 大区中心医院-奥斯卡-朗布雷中心 | 地铁站附近 |          |

### 社会车辆
大区中心医院-奥斯卡-朗布雷中心站附近的街道可沿街停靠社会车辆。

## 临近车站
| 上一站                          | 里尔地铁 | 里尔地铁      | 里尔地铁 | 下一站                               |
| ------------------------------- | -------- | ------------- | -------- | ------------------------------------ |
| 大区中心医院-欧洲健康中心起訖站 |          | 里尔地铁1号线 |          | 邮政门往卡特尔康通-皮埃尔·莫鲁瓦球场 |